# Guadalupe Victoria, Casas Grandes
Guadalupe Victoria är en ort i Mexiko.   Den ligger i kommunen Casas Grandes och delstaten Chihuahua, i den nordvästra delen av landet, 1 500 km nordväst om huvudstaden Mexico City. Guadalupe Victoria ligger 1 417 meter över havet och antalet invånare är 394.
Terrängen runt Guadalupe Victoria är huvudsakligen platt, men österut är den kuperad.  Trakten runt Guadalupe Victoria är nära nog obefolkad, med mindre än två invånare per kvadratkilometer. Närmaste större samhälle är Nuevo Casas Grandes, 17,0 km söder om Guadalupe Victoria. Omgivningarna runt Guadalupe Victoria är i huvudsak ett öppet busklandskap.